# Svetlana Ulmasova
Svetlana Ulmasova (Unión Soviética, 4 de febrero de 1953-6 de abril de 2009) fue una atleta soviética especializada en la prueba de 3000 m obstáculos, en la que ha conseguido ser campeona europea en 1982.

## Carrera deportiva
En el Campeonato Europeo de Atletismo de 1982 ganó la medalla de oro en los 3000 m obstáculos, con un tiempo de 8:30.28 segundos que fue récord de los campeonatos, llegando a meta por delante de la rumana Maricica Puică y de la también soviética Yelena Sipatova (bronce con 8:34.06 s).